# Вільгельм Брекке
Вільгельм Брекке (норв. Wilhelm Brekke, нар. 24 лютого 1887 — пом. 17 травня 1938) — норвезький футболіст. 

## Клубна кар'єра
На клубному рівні виступав за команду «Меркантіле», в складі якої виграв клубну першість країни в 1907 році і місцевий чемпіонат Осло в 1906, 1907 і 1908 роках.
Цікавився не лише футболом, а й хокеєм з м'ячем, грав за Льодовий клуб Кристіанії (норв. Kristiania Skøiteklub).

## Кар'єра в збірній
У футболці національної збірної Норвегії зіграв один матч. Грав на позиції лівого крайнього захисника в першому матчі збірної Норвегії, який відбувся в Гетеборзі 12 липня 1908 року, де Норвегія поступилася Швеції з рахунком 3:11.

## Особисте життя
Молодший брат Вільгельма Сігурд Брекке також був футболістом, грав за національну збірну і ставав чемпіоном країни у складі свого клубу.

## Досягнення
«Меркантіле»
- Кубок Норвегії
  -  Володар (1): 1907